# Castrul roman Caput Bubali
Castrul roman Caput Bubali este situat pe teritoriul localității Delinești, județul Caraș-Severin.